# رون غولدمان (عالم حاسوب)
رون غولدمان (بالإنجليزية: Ron Goldman) هو رياضياتي وعالم حاسوب أمريكي، ولد في 21 فبراير 1947.